# Józef Kałuża
Józef Ignacy "Kowalski" Kałuża (Przemyśl, 11 februari 1896 – Krakau, 11 oktober 1944) was een Pools voetballer die gedurende zijn volledige carrière voor Cracovia Kraków speelde.
Kałuża speelde 16 wedstrijden voor het Pools voetbalelftal. Hij maakte zijn debuut voor dit elftal tijdens de eerste officiële wedstrijd voor het land. Deze vond plaats op 18 december 1921 tegen Hongarije. Hij maakte tevens deel uit van de Poolse selectie voor de Olympische Zomerspelen 1924, waar Polen na een 5-0 nederlaag tegen Hongarije al na de eerste ronde uitgeschakeld was.
Onder leiding van Kałuża nam het Pools voetbalelftal in 1938 voor het eerst deel aan het Wereldkampioenschap voetbal.